# Aṣa
Aṣa (Párizs, 1982. szeptember 17. –) nigériai-francia énekesnő, dalszerző.

## Pályakép
Filmoperatőr apja neki adta lemezgyűjteményét, amelyben többek között Aretha Franklin, Fela Kuti, Bob Marley, Nina Simone, Marvin Gaye, King Sunny Adé, Diana Ross, Miriam Makeba felvételei voltak meg.
Zenei karrierje Párizsban indult el. Debütáló albuma 2007-ben jelent meg.
Bár dalai főleg angol nyelvűek, de énekel a nyugat-afrikai joruba nyelven, és persze franciául is.

## Lemezek

### Albumok
- 2008: Aṣa
- 2009: Live in Paris
- 2010: Beautiful Imperfection
- 2014: Bed of Stone
- 2014: The Captivator
- 2019: Lucid

### Singles
- 2007: Fire On The Mountain
- 2008: Jailer
- 2010: Be My Man
- 2011: Why Can't We
- 2011: Hello
- 2011: Bimpé
- 2014: Dead Again
- 2015: Satan Be Gone
- 2015: Eyo

## Díjak
- 2008: Prix Constantin
- 2008: MTV Africa Music Awards
- 2011: francia zenei díjra jelölés: Victoires de la Musique az – „Év Legjobb Énekesnője”.